# Bill Stegmeyer
William John „Bill“ Stegmeyer (* 8. Oktober 1916 in Detroit; † 19. August 1968 in Long Island) war ein US-amerikanischer Jazzmusiker (Klarinette) und Arrangeur.

## Leben und Wirken
Stegmeyer besuchte das Transylvania College, wo er Billy Butterfield kennenlernte; er begann seine Karriere 1938 in der Territory-Band von Austin Wylie und spielte Ende der 1930er-Jahre bei Glenn Miller, von 1939 bis 1940 bei Bob Crosby. 1944/45 entstanden Aufnahmen mit Yank Lawson's Dixieland Band, Una Mae Carlisle, Billy Butterfield, Jerry Jerome, Louis Armstrong, Pearl Bailey, Trummy Young, Billie Holiday, Monica Lewis und Martha Tilton. Unter eigenem Namen legte er 1945 mehrere Titel („Swingin' Up and Down“, „Bosco and His Doghouse“ in Oktettbesetzung (u. a. mit  Billy Butterfield, Hymie Schertzer) und Bob Haggart) bei Signature Records vor, im November 1945 den Standard „Tea for Two“ bei V-Disc.
Für eine Aufnahmesession Billie Holidays für Decca Records („Good Morning Heartache“) 1946 leitete Stegmeyer ein Studio-Orchester Ferner arbeitete er von 1948 bis 1950 als Arrangeur für die Rundfunkstation WXYZ in Detroit, dann für Your Hit Parade (1950–58) und in den 60ern für CBS. In den späten 40ern spielte er u. a. bei Billy Butterfield, daneben mit Bobby Hackett, Frankie Trumbauer, Sophie Tucker, The Modernaires, Thelma Carpenter/Mitchell Ayres und Tony Pastor. Anfang der 1950er-Jahre  gehörte er der Yank Lawson-Bob Haggart Band an (Play Jelly Roll's Jazz, Decca 1951), mit der er auch Ella Fitzgerald („Basin Street Blues“) und Connee Boswell („It Made You Happy When You Made Me Cry“) begleitete. Mit seinem Studioorchester begleitete er für King Records 1952 die Sängerin Lisa Morrow. Außerdem arbeitete er in dieser Zeit mit Will Bradley, Jimmy McPartland, Ray McKinley, Lou McGarity, Peanuts Hucko, George Wein's Dixie Victors, Ruby Braff und Vaughn Monroe. 1961 war er als Arrangeur für Benny Goodmans Orchester tätig, 1963 für Sammy Spear (A Little Traveling Music). Im Bereich des Jazz war er zwischen 1938 und 1965 an 169 Aufnahmesessions beteiligt, zuletzt bei Yank Lawsons Album Big Yank Is Here! (ABC-Paramount).

## Lexikalischer Eintrag
- Leonard Feather, Ira Gitler: The Biographical Encyclopedia of Jazz. Oxford University Press, New York 2007, ISBN 978-0-19-532000-8.